# (26668) Tonyho
(26668) Tonyho est un astéroïde de la ceinture principale.

## Description
(26668) Tonyho est un astéroïde de la ceinture principale. Il fut découvert le 19 janvier 2001 à Socorro (Nouveau-Mexique) par le projet LINEAR. Il présente une orbite caractérisée par un demi-grand axe de 3,08 UA, une excentricité de 0,14 et une inclinaison de 7,8° par rapport à l'écliptique.

## Compléments